# 樹人医護管理専科学校
樹人医護管理専科学校（じゅじんいごかんりせんかがっこう、Shu Zen College of Medicine &）は、台湾高雄県に位置する私立専科学校である。

## 歴史
| 年     | 月日   | 事跡                               |
| ------ | ------ | ---------------------------------- |
| 1967年 | -      | 「樹人高級薬剤職業学校」として開校 |
| 2000年 | 8月1日 | 「樹人医護管理専科学校」と改称     |

## 組織
- 看護学科
- 物理治療学科
- 視力管理学科
- 情報管理学科
- 幼児保育学科
- 応用外国語学科
- 医療映像技術学科
- 歯科技工学科
- 教養教育センター

## 交通アクセス
- 高雄市公車
  - E08B
  - 8041C